# Claire Keim
Claire Keim, född 1975, är en fransk skådespelare och sångare. 

## Filmer
- 1994: Bout d'essai  (kortfilm).
- 1994: Tour Eiffel  (kortfilm).
- 1995: Au petit Marguery
- 1996: La Belle Verte
- 1996: Oui
- 1997: J'irai au paradis car l'enfer est ici
- 1997: Barracuda
- 1998: Donne in bianco
- 1999: Matrimoni
- 2000: The Girl
- 2000: Le Sens des affaires
- 2000: Solkungens dans (Le roi danse)
- 2001: Le Roman de Lulu
- 2001: Ripper
- 2002: Féroce
- 2003: En territoire indien
- 2003: Good dog (kortfilm)
- 2003: Calypso is like so (kortfilm)
- 2004: Petits mythes urbains
- 2014: Respire
- 2015: Arrête ton cinéma!